# 関川宿
関川宿（せきがわしゅく）は、越後国頸城郡関川（現在の新潟県妙高市関川）にあった北国街道の宿。

## 概要
同名の河川・関川に由来し、同川流域の越後と信濃の国境にあり、平安時代から交通があった。戦国時代に上杉氏が関所を置いて関銭を徴収し、江戸幕府も北国街道の要衝としてこの関所を継承し、その側に宿場町が形成された。
隣の上原宿とは合宿の関係にあり、本陣1・旅籠10を擁し、加賀藩など北陸地方の諸藩が参勤交代時に利用した。
関所は高田藩の南境にあたることから、同藩の口留番所としての役目も果たし、同藩が幕府より管理を命じられた。関川関所では、「女改め」が実施され、碓氷関所の「入鉄砲」の監視とともに重要な役目を果たした（入鉄炮出女）。関所は1869年（明治2年）に明治政府によって廃止された。